# Condado de Jefferson (Indiana)
O Condado de Jefferson é um dos 92 condados do estado americano de Indiana. A sede do condado é Madison, e sua maior cidade é Madison. O condado possui uma área de 940 km² (dos quais 4 km² estão cobertos por água), uma população de 31 705 habitantes, e uma densidade populacional de 34 hab/km² (segundo o censo nacional de 2000). O condado foi fundado em 1811.